# لوي جوزيف غي ـ لوساك
لوي جوزيف غي ـ لوساك (بالفرنسية: Louis Joseph Gay-Lussac)‏ (ديسمبر 1778 - 9 مايو 1850) كان عالم كيمياء وفيزياء فرنسي. في عام 1802م اكتشف قانوني تمدد الغازات بالحرارة واكتشف بيروكسيد الصوديوم وبيروكسيد البوتاسيوم وقام بدراسة التخمر والتركيب الكيميائي للماء وحمض البروسيك وقام غاي - لوساك بطلعتين في منطاد لدراسة المغناطيسية
الأرضية.

## روابط خارجية
- لوي جوزيف غي ـ لوساك على موقع الموسوعة البريطانية (الإنجليزية)
- لوي جوزيف غي ـ لوساك على موقع إن إن دي بي (الإنجليزية)